# Brama Brandenburska w Królewcu

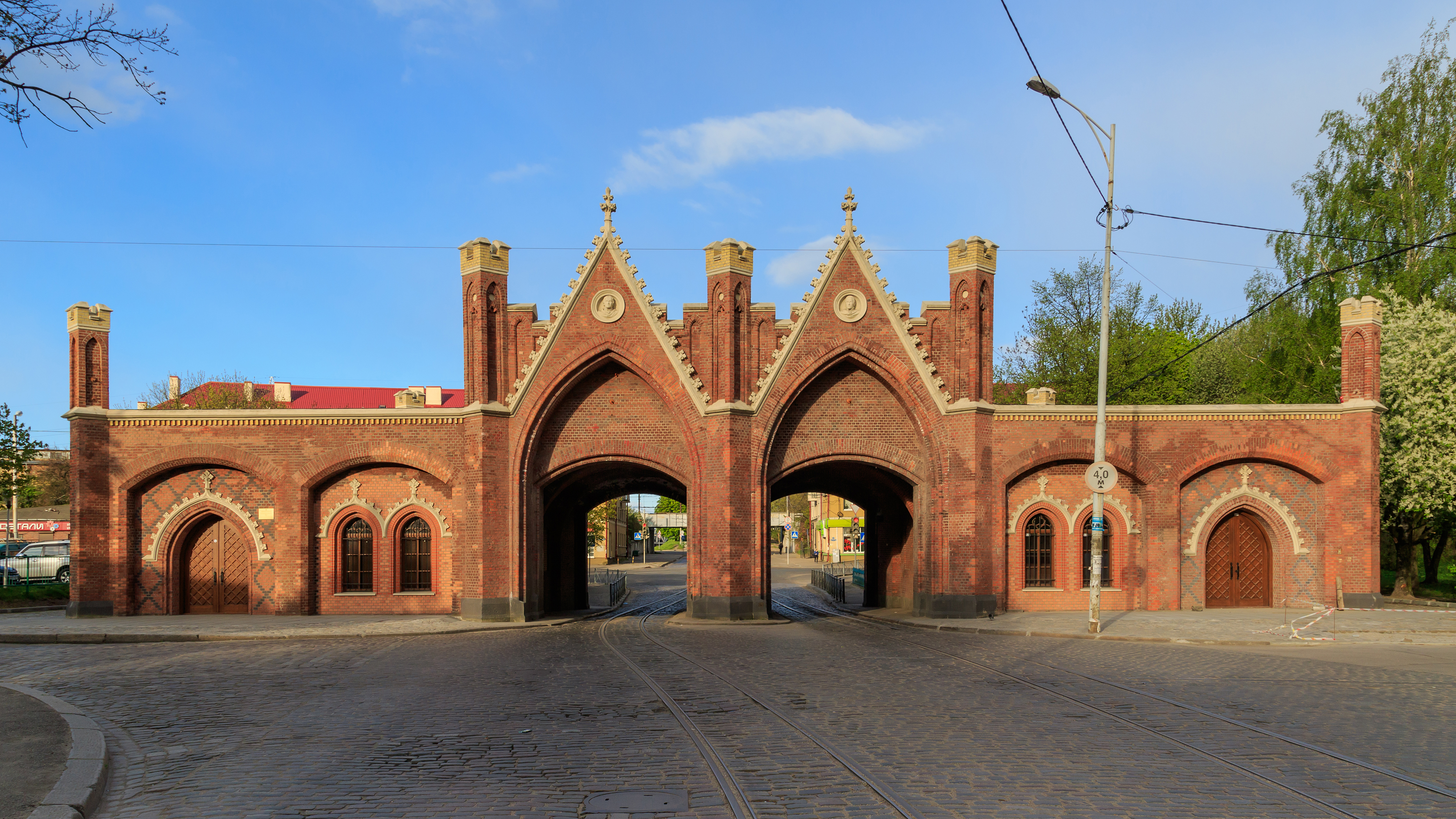
Brama Brandenburska w 2017 roku

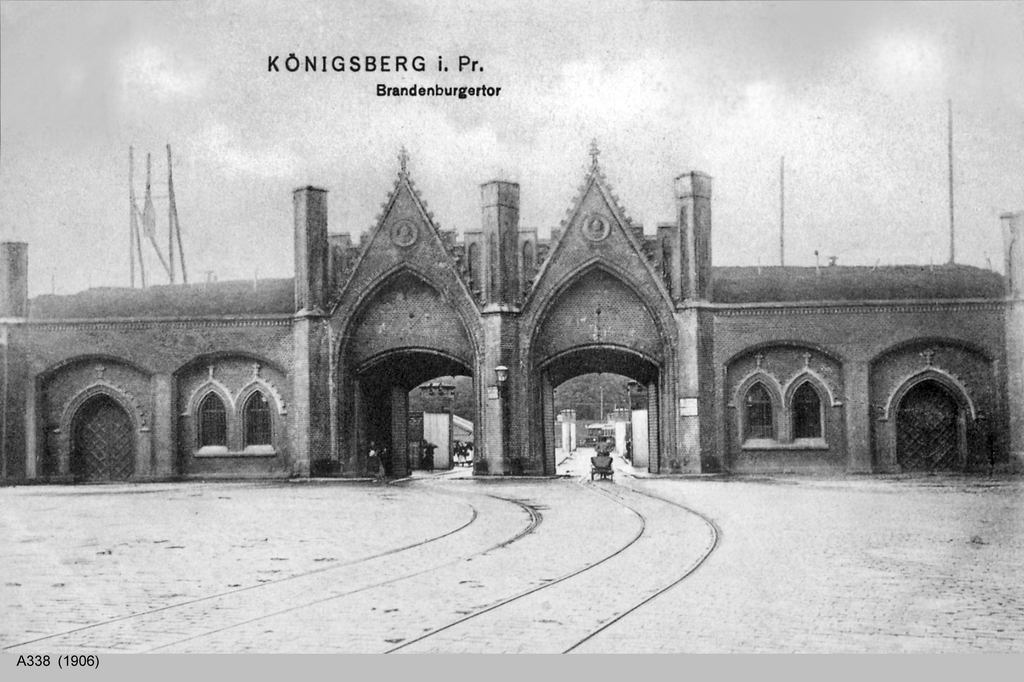
Brama Brandenburska około 1908 roku

Brama Brandenburska (niem. Brandenburger Tor; ros. Бранденбургские ворота, trl. Brandenburgskie worota) – historyczna brama miejska, znajdująca się w Królewcu.

## Historia
W 1657 roku zbudowano bramę miejską w południowo-zachodniej części muru królewieckiej twierdzy, gdzie ówcześnie rozpoczynała się droga do zamku w Pokarminie (niem. Brandenburg). Pod koniec XVIII wieku na polecenie pruskiego króla Fryderyka Wilhelma II brama została rozebrana i zastąpiona nową budowlą, wykonaną z masywnych cegieł palonych. Nowa Brama Brandenburska miała dwa przejścia i zapewniała miastu dobrą ochronę przed atakami z południowego zachodu – z kierunku, w którym biegnie dziś ulica Suworowa. W 1843 roku brama została częściowo przebudowana oraz ozdobiona trójkątnymi szczytami, wysokimi reliefami i stylowymi kamiennymi kwiatami.